# Vesna
Pour les articles homonymes, voir Vesna (homonymie).

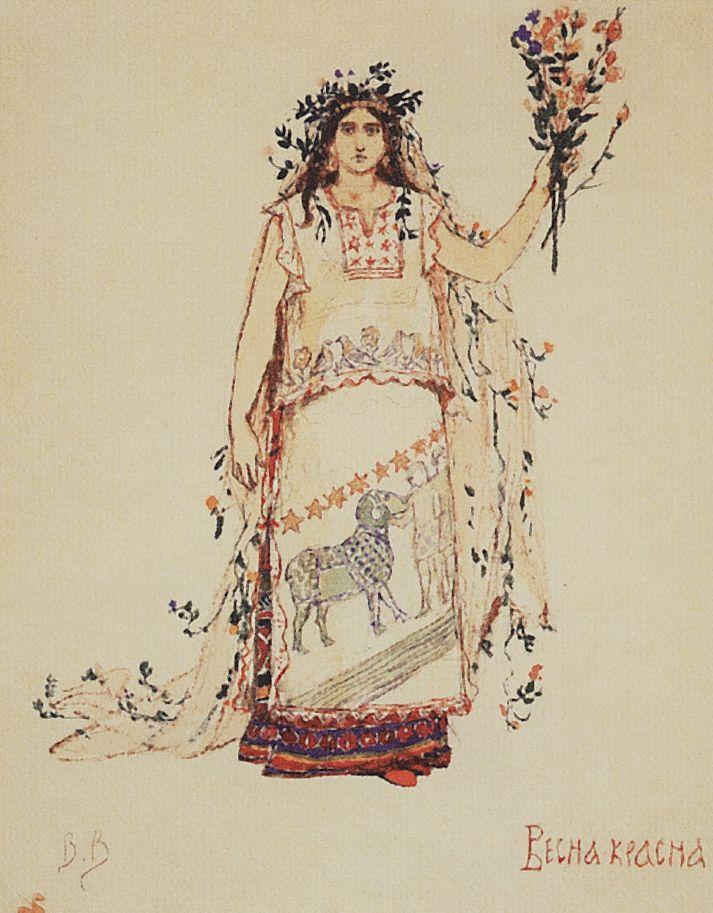
Vesna Krasna (Magnifique printemps), Viktor Vasnetsov

Les Vesna ou Vesnas étaient des personnages féminins liés à la jeunesse et au printemps dans la mythologie slave, principalement en Slovénie, Croatie et Serbie.
Aux côtés de son compagnon Vesnik, elle était associée à des rituels menés au printemps dans les territoires ruraux. Au XIXe siècle, des paysans russes célébraient le retour du printemps le 1er mars en posant dans un champ une alouette d'argile décorée de fleurs, et en chantant des chansons qui appelaient le printemps Vesna.
En slovène, tchèque et slovaque, Vesna est la forme poétique pour nommer le printemps.
Dans la mythologie slovène, de belles femmes appelées Vesnas habitaient des palaces aux sommets des montagnes où elles décidaient du sort des récoltes et des habitants. Un cercle magique autour de leurs palais les empêchait de partir, excepté au mois de février où elles pouvaient descendre dans les vallées. Seulement certaines personnes pouvaient les entendre chanter.

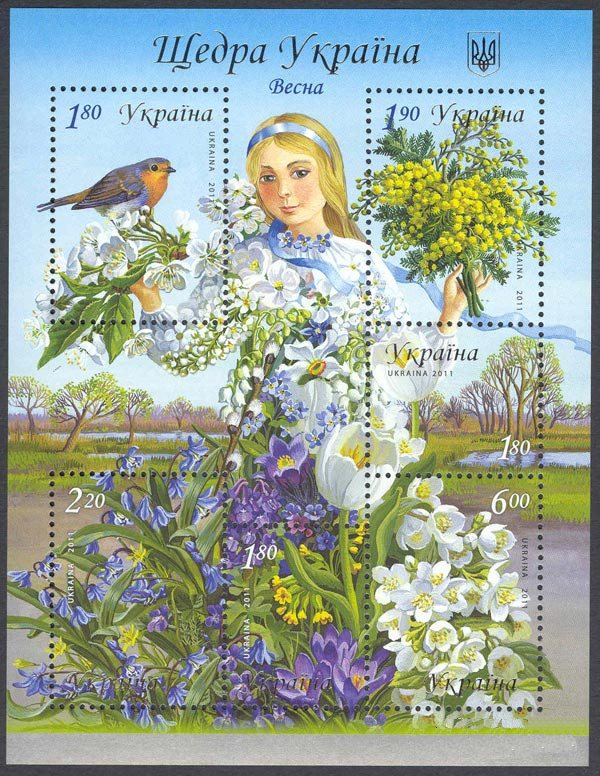
Une Vesna sur un timbre ukrainien de 2011.
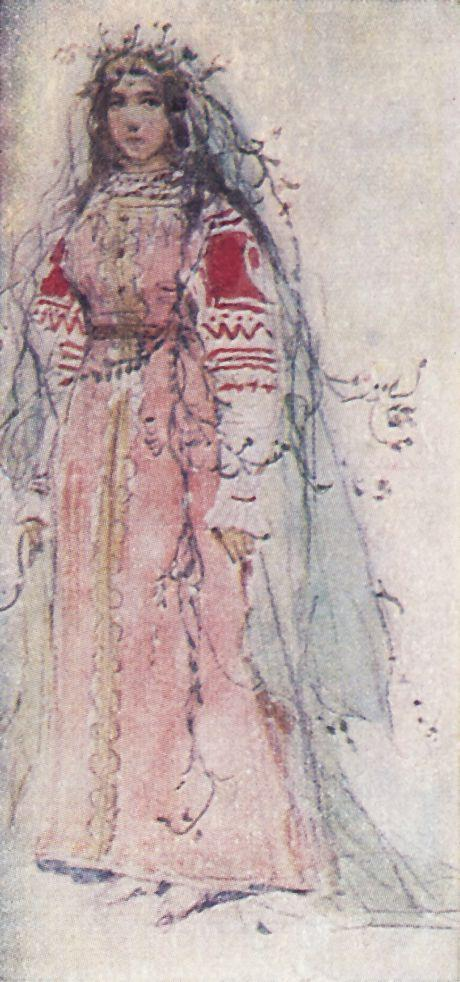
Vesna, Viktor Vasnetsov, 1882